# نافالوسا
بلدية نافالوسا (بالإسبانية: Navalosa) هي بلدية تقع في مقاطعة آبلة التابعة لمنطقة قشتالة وليون وسط إسبانيا.

## الديموغرافيا
بلغ عدد سكان بلدية نافالوسا 369 نسمة عام 2011 (وفقاً للمعهد الوطني للإحصاء الإسباني).
| 532 | 510 | 473 | 442 | 412 | 394 | 369 |